# Bosnisch voetbalelftal (vrouwen)
Het Bosnië en Herzegovina vrouwen nationale voetbalteam vertegenwoordigt Bosnië en Herzegovina in het internationale voetbal en wordt bestuurd door de Bosnische voetbalbond.
Ze hebben zich nog nooit kunnen kwalificeren voor de wereldbeker of het Europees kampioenschap. En staan in 2017 58ste op de FIFA wereldranking.

## Prestaties op eindrondes

### Wereldkampioenschap
| FIFA Wereldbeker vrouwen | FIFA Wereldbeker vrouwen | FIFA Wereldbeker vrouwen | FIFA Wereldbeker vrouwen | FIFA Wereldbeker vrouwen | FIFA Wereldbeker vrouwen | FIFA Wereldbeker vrouwen | FIFA Wereldbeker vrouwen | FIFA Wereldbeker vrouwen |                   | Kwalificatie      | Kwalificatie      | Kwalificatie      | Kwalificatie      | Kwalificatie      | Kwalificatie      | Kwalificatie |
| Jaar                     | Ronde                    | Gespeeld                 | W                        | G                        | V                        | G+                       | G-                       | GV                       | Gespeeld          | W                 | G                 | V                 | G+                | G-                | GV                |              |
| 1991                     | Niet deelgenomen         | Niet deelgenomen         | Niet deelgenomen         | Niet deelgenomen         | Niet deelgenomen         | Niet deelgenomen         | Niet deelgenomen         | Niet deelgenomen         | Weigerde deelname | Weigerde deelname | Weigerde deelname | Weigerde deelname | Weigerde deelname | Weigerde deelname | Weigerde deelname |              |
| 1995                     | Niet deelgenomen         | Niet deelgenomen         | Niet deelgenomen         | Niet deelgenomen         | Niet deelgenomen         | Niet deelgenomen         | Niet deelgenomen         | Niet deelgenomen         | Weigerde deelname | Weigerde deelname | Weigerde deelname | Weigerde deelname | Weigerde deelname | Weigerde deelname | Weigerde deelname |              |
| 1999                     | Niet gekwalificeerd      | Niet gekwalificeerd      | Niet gekwalificeerd      | Niet gekwalificeerd      | Niet gekwalificeerd      | Niet gekwalificeerd      | Niet gekwalificeerd      | Niet gekwalificeerd      | 8                 | 1                 | 0                 | 7                 | 5                 | 55                | −50               |              |
| 2003                     | Niet gekwalificeerd      | Niet gekwalificeerd      | Niet gekwalificeerd      | Niet gekwalificeerd      | Niet gekwalificeerd      | Niet gekwalificeerd      | Niet gekwalificeerd      | Niet gekwalificeerd      | 8                 | 1                 | 0                 | 7                 | 10                | 46                | −36               |              |
| 2007                     | Niet gekwalificeerd      | Niet gekwalificeerd      | Niet gekwalificeerd      | Niet gekwalificeerd      | Niet gekwalificeerd      | Niet gekwalificeerd      | Niet gekwalificeerd      | Niet gekwalificeerd      | 6                 | 2                 | 1                 | 3                 | 5                 | 12                | −7                |              |
| 2011                     | Niet gekwalificeerd      | Niet gekwalificeerd      | Niet gekwalificeerd      | Niet gekwalificeerd      | Niet gekwalificeerd      | Niet gekwalificeerd      | Niet gekwalificeerd      | Niet gekwalificeerd      | 8                 | 0                 | 0                 | 8                 | 0                 | 30                | −30               |              |
| 2015                     | Niet gekwalificeerd      | Niet gekwalificeerd      | Niet gekwalificeerd      | Niet gekwalificeerd      | Niet gekwalificeerd      | Niet gekwalificeerd      | Niet gekwalificeerd      | Niet gekwalificeerd      | 10                | 2                 | 3                 | 5                 | 7                 | 19                | −12               |              |
| 2019                     | Niet gekwalificeerd      | Niet gekwalificeerd      | Niet gekwalificeerd      | Niet gekwalificeerd      | Niet gekwalificeerd      | Niet gekwalificeerd      | Niet gekwalificeerd      | Niet gekwalificeerd      | 69                | 420               | 69                | 420               | 69                | 420               | i                 |              |
| Totaal                   | 0/5                      | 0                        | 0                        | 0                        | 0                        | 0                        | 0                        | 0                        | 40                | 6                 | 4                 | 30                | 27                | 162               | −135              |              |

### Europees kampioenschap
| UEFA Europees kampioenschap vrouwen | UEFA Europees kampioenschap vrouwen | UEFA Europees kampioenschap vrouwen | UEFA Europees kampioenschap vrouwen | UEFA Europees kampioenschap vrouwen | UEFA Europees kampioenschap vrouwen | UEFA Europees kampioenschap vrouwen | UEFA Europees kampioenschap vrouwen | UEFA Europees kampioenschap vrouwen |                   | Kwalificatie      | Kwalificatie      | Kwalificatie      | Kwalificatie      | Kwalificatie      | Kwalificatie      | Kwalificatie |
| Jaar                                | Ronde                               | Gespeeld                            | W                                   | D                                   | L                                   | G+                                  | G-                                  | GV                                  | Gespeeld          | W                 | G                 | V                 | G+                | G-                | GV                |              |
| 1991                                | Niet deelgenomen                    | Niet deelgenomen                    | Niet deelgenomen                    | Niet deelgenomen                    | Niet deelgenomen                    | Niet deelgenomen                    | Niet deelgenomen                    | Niet deelgenomen                    | Weigerde deelname | Weigerde deelname | Weigerde deelname | Weigerde deelname | Weigerde deelname | Weigerde deelname | Weigerde deelname |              |
| 1993                                | Niet deelgenomen                    | Niet deelgenomen                    | Niet deelgenomen                    | Niet deelgenomen                    | Niet deelgenomen                    | Niet deelgenomen                    | Niet deelgenomen                    | Niet deelgenomen                    | Weigerde deelname | Weigerde deelname | Weigerde deelname | Weigerde deelname | Weigerde deelname | Weigerde deelname | Weigerde deelname |              |
| 1995                                | Niet deelgenomen                    | Niet deelgenomen                    | Niet deelgenomen                    | Niet deelgenomen                    | Niet deelgenomen                    | Niet deelgenomen                    | Niet deelgenomen                    | Niet deelgenomen                    | Weigerde deelname | Weigerde deelname | Weigerde deelname | Weigerde deelname | Weigerde deelname | Weigerde deelname | Weigerde deelname |              |
| 1997                                | Niet deelgenomen                    | Niet deelgenomen                    | Niet deelgenomen                    | Niet deelgenomen                    | Niet deelgenomen                    | Niet deelgenomen                    | Niet deelgenomen                    | Niet deelgenomen                    | Weigerde deelname | Weigerde deelname | Weigerde deelname | Weigerde deelname | Weigerde deelname | Weigerde deelname | Weigerde deelname |              |
| 2001                                | Niet gekwalificeerd                 | Niet gekwalificeerd                 | Niet gekwalificeerd                 | Niet gekwalificeerd                 | Niet gekwalificeerd                 | Niet gekwalificeerd                 | Niet gekwalificeerd                 | Niet gekwalificeerd                 | 6                 | 0                 | 0                 | 6                 | 4                 | 32                | −28               |              |
| 2005                                | Niet gekwalificeerd                 | Niet gekwalificeerd                 | Niet gekwalificeerd                 | Niet gekwalificeerd                 | Niet gekwalificeerd                 | Niet gekwalificeerd                 | Niet gekwalificeerd                 | Niet gekwalificeerd                 | 8                 | 2                 | 1                 | 5                 | 4                 | 19                | −15               |              |
| 2009                                | Niet gekwalificeerd                 | Niet gekwalificeerd                 | Niet gekwalificeerd                 | Niet gekwalificeerd                 | Niet gekwalificeerd                 | Niet gekwalificeerd                 | Niet gekwalificeerd                 | Niet gekwalificeerd                 | 3                 | 1                 | 1                 | 1                 | 1                 | 7                 | −6                |              |
| 2013                                | Niet gekwalificeerd                 | Niet gekwalificeerd                 | Niet gekwalificeerd                 | Niet gekwalificeerd                 | Niet gekwalificeerd                 | Niet gekwalificeerd                 | Niet gekwalificeerd                 | Niet gekwalificeerd                 | 10                | 3                 | 1                 | 6                 | 12                | 21                | −9                |              |
| 2017                                | Niet gekwalificeerd                 | Niet gekwalificeerd                 | Niet gekwalificeerd                 | Niet gekwalificeerd                 | Niet gekwalificeerd                 | Niet gekwalificeerd                 | Niet gekwalificeerd                 | Niet gekwalificeerd                 | 8                 | 3                 | 0                 | 5                 | 8                 | 17                | −9                |              |
| Totaal                              | 0/5                                 | 0                                   | 0                                   | 0                                   | 0                                   | 0                                   | 0                                   | 0                                   | 35                | 9                 | 3                 | 23                | 29                | 96                | −67               |              |

## FIFA-wereldranglijst
| 2003 | 2004 | 2005 | 2006 | 2007 | 2008 | 2009 | 2010 | 2011 | 2012 | 2013 | 2014 | 2015 | 2016 |
| ---- | ---- | ---- | ---- | ---- | ---- | ---- | ---- | ---- | ---- | ---- | ---- | ---- | ---- |
| 87   | 85   | 85   | 94   | 94   | 89   | 80   | 95   | 91   | 83   | 74   | 71   | 65   | 58   |

## Groepen en wedstrijden
Betekenis van de kleuren:
| Groen: geplaatst voor het EK 2016 |
| Rood: uitgeschakeld voor EK 2016  |

### Klassement(groep 7)
| Pos | Land                  | Wed | Win | Gel | Ver | DV | DT | +/− | Pnt |
| --- | --------------------- | --- | --- | --- | --- | -- | -- | --- | --- |
| 1   | Engeland              | 8   | 6   | 2   | 0   | 32 | 1  | +31 | 22  |
| 2   | België                | 8   | 5   | 2   | 1   | 27 | 5  | +22 | 17  |
| 3   | Servië                | 8   | 3   | 1   | 4   | 10 | 21 | −11 | 10  |
| 4   | Bosnië en Herzegovina | 8   | 3   | 1   | 4   | 8  | 17 | −9  | 9   |
| 5   | Estland               | 8   | 0   | 0   | 8   | 0  | 33 | −33 | 0   |

### Speeldagen
| België                | 6 - 0 | Bosnië en Herzegovina | (22/09/2015) |
| Bosnië en Herzegovina | 4 - 0 | Estland               | (23/10/2015) |
| Bosnië en Herzegovina | 0 - 5 | België                | (27/10/2015) |
| Servië                | 0 - 1 | Bosnië en Herzegovina | (25/11/2015) |
| Engeland              | 1 – 0 | Bosnië en Herzegovina | (29/11/2015) |
| Bosnië en Herzegovina | 0 - 1 | Engeland              | (12/04/2016) |
| Estland               | 0 - 1 | Bosnië en Herzegovina | (06/06/2016) |
| Bosnië en Herzegovina | 2 - 4 | Servië                | (20/09/2016) |

## Statistieken
- Bijgewerkt tot en met de oefeninterland tegen  Servië (0–1) op 17 februari 2022.

### Tegenstanders
| Tegenstander    | Wed. | W | G | V | DV | DT | DS  | Details |
| --------------- | ---- | - | - | - | -- | -- | --- | ------- |
| Albanië         | 2    | 1 | 1 | 0 | 1  | 0  | +1  | details |
| Armenië         | 2    | 0 | 2 | 0 | 1  | 1  | 0   | details |
| Azerbeidzjan    | 1    | 0 | 1 | 0 | 0  | 0  | 0   | details |
| België          | 2    | 0 | 0 | 2 | 0  | 11 | –11 | details |
| Bulgarije       | 3    | 1 | 1 | 1 | 3  | 3  | 0   | details |
| Costa Rica      | 1    | 0 | 0 | 1 | 0  | 1  | –1  | details |
| Denemarken      | 4    | 0 | 0 | 4 | 0  | 17 | –17 | details |
| Engeland        | 4    | 0 | 0 | 4 | 0  | 8  | –8  | details |
| Estland         | 2    | 2 | 0 | 0 | 5  | 0  | +5  | details |
| Faeröer         | 3    | 2 | 1 | 0 | 6  | 3  | +3  | details |
| Georgië         | 2    | 2 | 0 | 0 | 10 | 1  | +9  | details |
| Griekenland     | 4    | 1 | 1 | 2 | 5  | 10 | –5  | details |
| Hongarije       | 8    | 0 | 2 | 6 | 0  | 34 | –34 | details |
| Ierland         | 2    | 0 | 0 | 2 | 1  | 10 | –9  | details |
| Israël          | 3    | 2 | 0 | 1 | 6  | 6  | 0   | details |
| Italië          | 4    | 0 | 0 | 4 | 0  | 12 | –12 | details |
| Jordanië        | 2    | 1 | 1 | 0 | 6  | 4  | +2  | details |
| Kazachstan      | 3    | 2 | 0 | 1 | 3  | 2  | +1  | details |
| Kroatië         | 13   | 1 | 6 | 6 | 11 | 24 | –13 | details |
| Letland         | 1    | 1 | 0 | 0 | 4  | 1  | +3  | details |
| Litouwen        | 1    | 1 | 0 | 0 | 2  | 0  | +2  | details |
| Malta           | 9    | 7 | 2 | 0 | 15 | 6  | +9  | details |
| Montenegro      | 9    | 6 | 2 | 1 | 18 | 12 | +6  | details |
| Noord-Ierland   | 3    | 1 | 2 | 0 | 1  | 0  | +1  | details |
| Noord-Macedonië | 3    | 3 | 0 | 0 | 8  | 2  | +6  | details |
| Oekraïne        | 4    | 0 | 0 | 4 | 0  | 14 | –14 | details |
| Polen           | 7    | 0 | 1 | 6 | 2  | 19 | –17 | details |
| Roemenië        | 4    | 0 | 1 | 3 | 0  | 11 | –11 | details |
| Rusland         | 6    | 0 | 0 | 6 | 2  | 19 | –17 | details |
| Schotland       | 2    | 0 | 0 | 2 | 1  | 10 | –9  | details |
| Servië          | 5    | 1 | 0 | 4 | 3  | 8  | –5  | details |
| Slovenië        | 6    | 1 | 2 | 3 | 6  | 11 | –5  | details |
| Slowakije       | 4    | 1 | 0 | 3 | 6  | 16 | –10 | details |
| Turkije         | 4    | 1 | 0 | 3 | 7  | 16 | –9  | details |
| Wales           | 3    | 0 | 1 | 2 | 0  | 2  | –2  | details |
| Wit-Rusland     | 2    | 0 | 0 | 2 | 4  | 12 | –8  | details |
| Zweden          | 2    | 0 | 0 | 2 | 0  | 4  | –4  | details |